# Catarina Lindqvist
Catarina Lindqvist, född 13 juni 1963 i Kristinehamn, är en svensk högerhänt före detta professionell tennisspelare, och en av Sveriges mest framgångsrika kvinnliga spelare genom tiderna. Hon upptogs 2005 i Swedish Tennis Hall of Fame. 

## Tenniskarriären
Catarina Lindqvist blev professionell spelare på WTA-touren 1983 och vann under karriären totalt 8 singeltitlar, varav 6 på WTA-touren och 2 på ITF-cirkusen. Hon spelade dessutom ytterligare 5 finaler i singel. Hon vann aldrig någon dubbeltitel, men spelade tre finaler. Lindqvist nådde kvartsfinalen i the Season Ending WTA Tour Championship 1985.
Lindqvist rankades som Sverige-etta åtta år i följd (1984-1991) och är därmed vid sidan av Sigrid Fick den mest framgångsrika kvinnliga svenska tennisspelaren genom tiderna. Internationellt var hon som bäst rankad som tia i världen.
Hon vann sina första WTA-titlar 1984 (Filderstadt och Pennsylvania). År 1985 vann hon Swedish Open i Båstad. Sin sista WTA-titel vann hon 1990 (Japan Open i Tokyo). Hon deltog i Grand Slam (GS) -turneringar regelbundet 1982-92 och nådde som bäst semifinalerna i Australiska öppna (1987) och i Wimbledonmästerskapen (1989). Båda dessa semifinaler förlorade hon mot Martina Navratilova. På vägen mot semifinalen i Wimbledon 1989 besegrade hon två seedade spelare, vitrysskan Natasha Zvereva (7-6, 4-6, 6-4) och tjeckiskan Helena Sukova (6-4, 7-6). 
Catarina Lindqvist nådde dessutom kvartsfinal i ytterligare tre GS-turneringar. Under sin karriär besegrade hon spelare som Steffi Graf och Pam Shriver.
Hon deltog i det svenska Fed Cup-laget 1981-90 och 1992. Hon spelade totalt 30 matcher av vilka hon vann 12.

## Spelaren och personen
Catarina Lindqvist tränades av den engelske tennisspelaren John Lloyd som under en period var gift med den amerikanska förra världsettan Chris Evert. Lindqvist tilldelades 1986 utmärkelsen WTA Karen Krantzcke Sportmanship Award. Lindqvist avslutade sin framgångsrika tenniskarriär 1992.
Hon är sedan oktober 2005 kapten för det svenska Fed Cup-laget.
Hon gifte sig 1988 med Bill Ryan och växlar bostadsort mellan Höllviken i Sverige och Rumson, New Jersey, USA. Hon är också mor till ishockeyspelaren Joakim Ryan som spelar för Los Angeles Kings i National Hockey League (NHL).

## WTA Tour-finaler

### Singel: 10 (5–5)
| Placering | Nr | Datum            | Turnering      | Underlag   | Motståndare         | Resultat |
| --------- | -- | ---------------- | -------------- | ---------- | ------------------- | -------- |
| Vinnare   | 1. | 2 januari 1984   | Hershey        | Carpet (i) | Beth Herr           | 6–4, 6–0 |
| Vinnare   | 2. | 15 oktober 1984  | Filderstadt    | Carpet (i) | Steffi Graf         | 6–1, 6–4 |
| Vinnare   | 3. | 31 december 1984 | Port St. Lucie | Hard       | Terry Holladay      | 6–3, 6–1 |
| Tvåa      | 1. | 4 mars 1985      | Princeton      | Carpet (i) | Hana Mandlíková     | 3–6, 5–7 |
| Tvåa      | 2. | 14 oktober 1985  | Filderstadt    | Carpet (i) | Pam Shriver         | 1–6, 5–7 |
| Tvåa      | 3. | 20 oktober 1986  | Brighton       | Carpet (i) | Steffi Graf         | 3–6, 3–6 |
| Tvåa      | 4. | 6 juli 1987      | Båstad         | Clay       | Sandra Cecchini     | 4–6, 4–6 |
| Tvåa      | 5. | 9 januari 1989   | Sydney         | Hard       | Martina Navratilova | 2–6, 4–6 |
| Vinnare   | 4. | 9 april 1990     | Tokyo          | Hard       | Elizabeth Smylie    | 6–3, 6–2 |
| Vinnare   | 5. | 14 februari 1991 | Oslo           | Carpet (i) | Raffaella Reggi     | 6–3, 6–0 |

### Dubbel: 2 (0–2)
| Placering | Nr | Datum            | Turnering     | Underlag   | Partner             | Motståndare                        | Resultat |
| --------- | -- | ---------------- | ------------- | ---------- | ------------------- | ---------------------------------- | -------- |
| Tvåa      | 1. | 11 maj 1987      | Berlin        | Grus       | Tine Scheuer-Larsen | Claudia Kohde-Kilsch Helena Suková | 1–6, 2–6 |
| Tvåa      | 2. | 22 februari 1988 | Oklahoma City | Carpet (i) | Tine Scheuer-Larsen | Jana Novotná Catherine Suire       | 4–6, 4–6 |
|           |    |                  |               |            |                     |                                    |          |

## Grand Slam singel-resultat, tidslinje
| Turnering       | 1982  | 1983  | 1984  | 1985  | 1986  | 1987  | 1988  | 1989  | 1990  | 1991  | 1992  | Career SR |
| --------------- | ----- | ----- | ----- | ----- | ----- | ----- | ----- | ----- | ----- | ----- | ----- | --------- |
| Australian Open | A     | A     | 2R    | QF    | NH    | SF    | 4R    | QF    | A     | 2R    | 2R    | 0 / 7     |
| Franska öppna   | A     | 2R    | 2R    | 2R    | 4R    | 2R    | 1R    | 1R    | 1R    | A     | 1R    | 0 / 9     |
| Wimbledon       | A     | 1R    | 2R    | 1R    | QF    | 4R    | 1R    | SF    | 1R    | 4R    | 2R    | 0 / 10    |
| US Open         | 1R    | A     | 3R    | 4R    | 4R    | 4R    | 1R    | 1R    | 1R    | 2R    | 1R    | 0 / 10    |
| SR              | 0 / 1 | 0 / 2 | 0 / 4 | 0 / 4 | 0 / 3 | 0 / 4 | 0 / 4 | 0 / 4 | 0 / 3 | 0 / 3 | 0 / 4 | 0 / 36    |
| Årsluts-ranking | 131   | 115   | 18    | 13    | 17    | 16    | 42    | 16    | 38    | 46    | 63    |           |

## ITF-finaler

### Singles Finals: (3-2)
| $100,000-turneringar |
| $75,000-turneringar  |
| $50,000-turneringar  |
| $25,000-turneringar  |
| $10,000-turneringar  |

| Placering | Nr | Datum            | Turnering                 | Underlag   | Motståndare i finalen | Resultat i finalen |
| Vinnare   | 1. | 3 januari 1983   | Chicago, USA              | Hard       | Elisabeth Ekblom      | 1-6 6-4 6-3        |
| Tvåa      | 2. | 7 november 1983  | Gothenburg, United States | Hard       | Lena Sandin           | 2-6, 0-6           |
| Tvåa      | 3. | 8 juli 1985      | Landskrona, Sverige       | Grus       | Karolina Karlsson     | 6-7, 2-6           |
| Vinst     | 4. | 7 July 1986      | Båstad, Sverige           | Grus       | Catrin Jexell         | 6-2 6-0            |
| Vinst     | 5. | 11 februari 1991 | Danderyd, Sverige         | Carpet (i) | Els Callens           | 6-4, 4-6, 6-2      |

### Dubbelfinaler: (1-1)
| Placering | Nr | Datume       | Turnering       | Underlag | Partner         | Motståndare i finalen           | Resultat      |
| Tvåa      | 1. | 11 juli 1983 | Båstad, Sverige | Grus     | Maria Lindström | Gabriela Dinu Patrizia Murgo    | 2-6, 6-4, 4-6 |
| Vinst     | 2. | 7 juli 1986  | Båstad, Sverige | Grus     | Maria Lindström | Christina Singer Ellen Walliser | 6-3 6-2       |